# Air Italy (2018)
Pour les articles homonymes, voir Air Italy.
« Meridiana » redirige ici. Pour les autres significations, voir Meridiana (homonymie).
Air Italy S.p.A., anciennement Meridiana et précédemment Alisarda, est une ancienne compagnie aérienne italienne, fondée en 1963 et basée à l'aéroport d'Olbia en Sardaigne. Elle desservait des destinations intérieures italiennes, européennes et intercontinentales avec une flotte de 13 appareils avant sa liquidation judiciaire en février 2020.

## Histoire

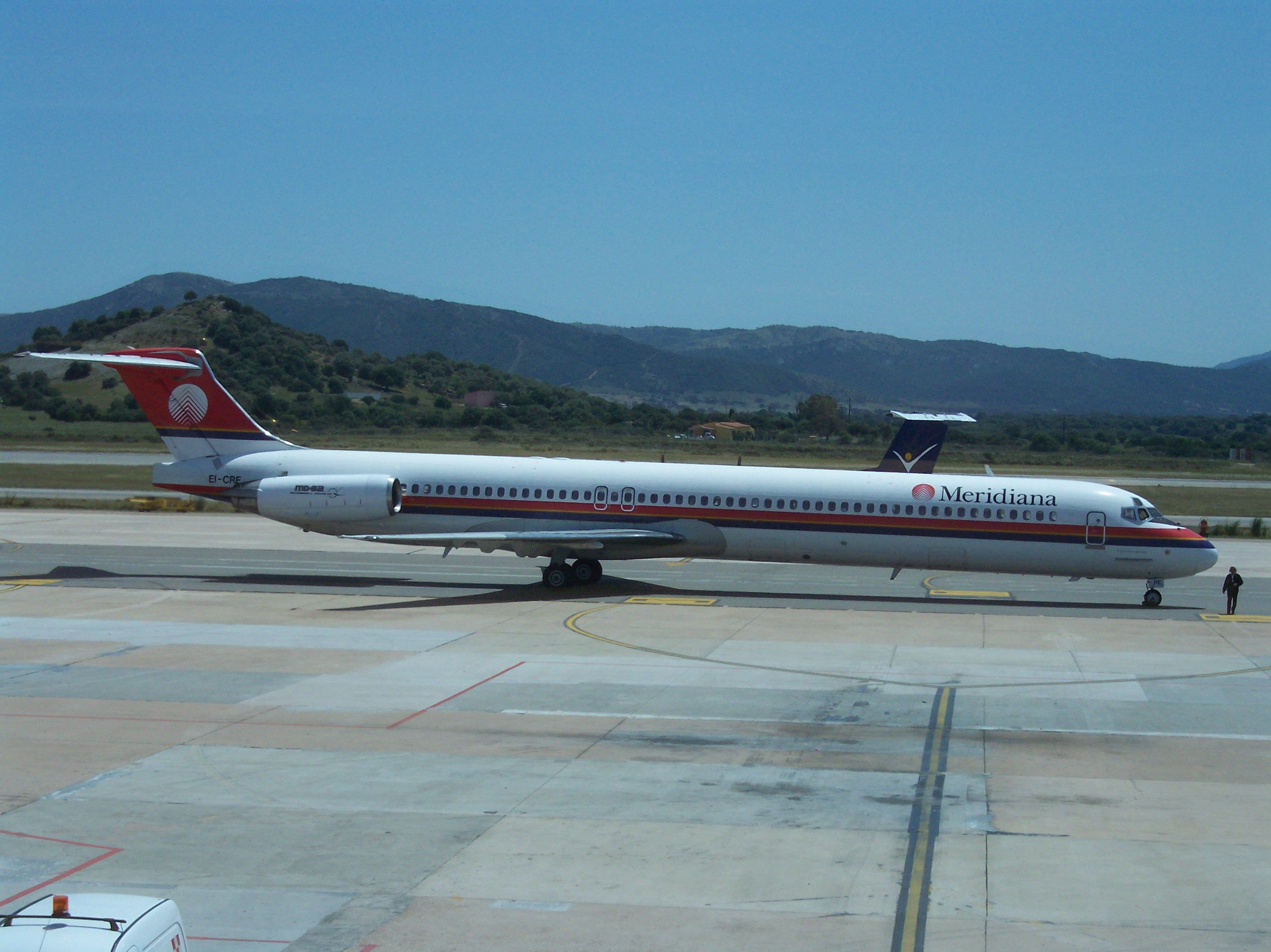
Un ancien MD-82 de Meridiana

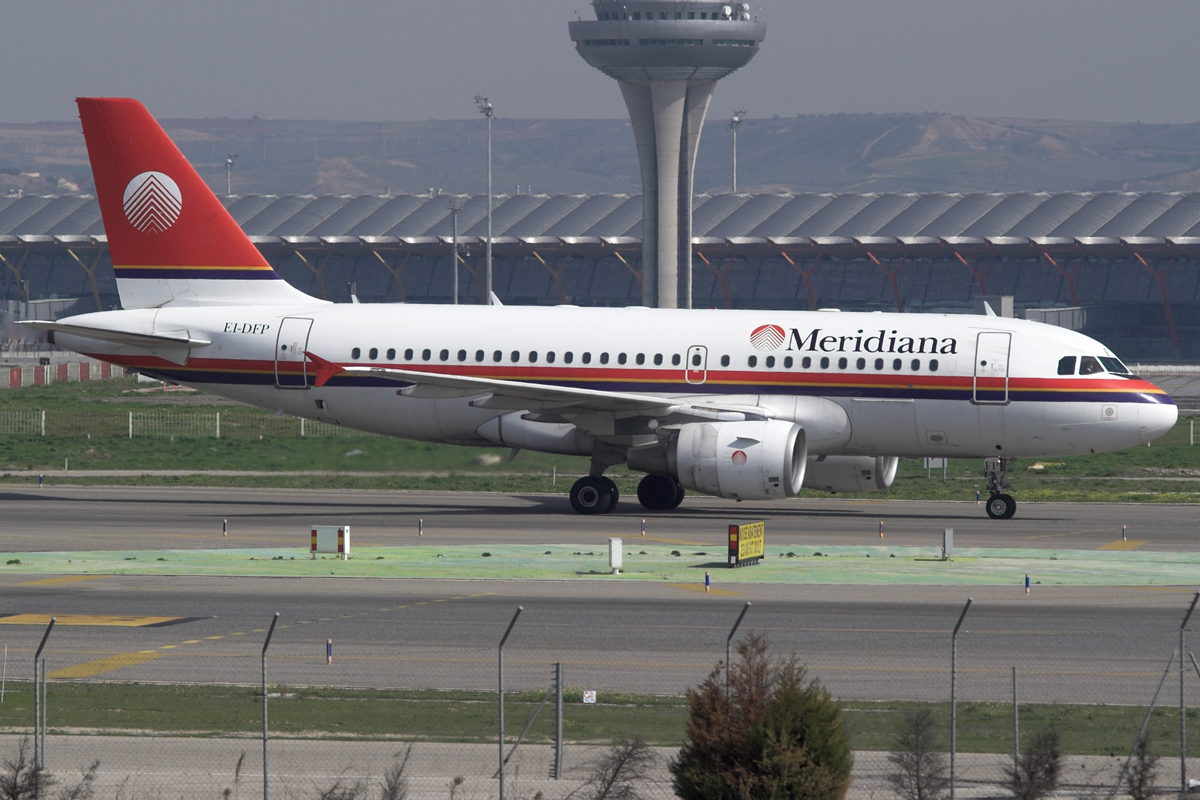
Un Airbus A319 de Meridiana à l’aéroport de Madrid-Barajas

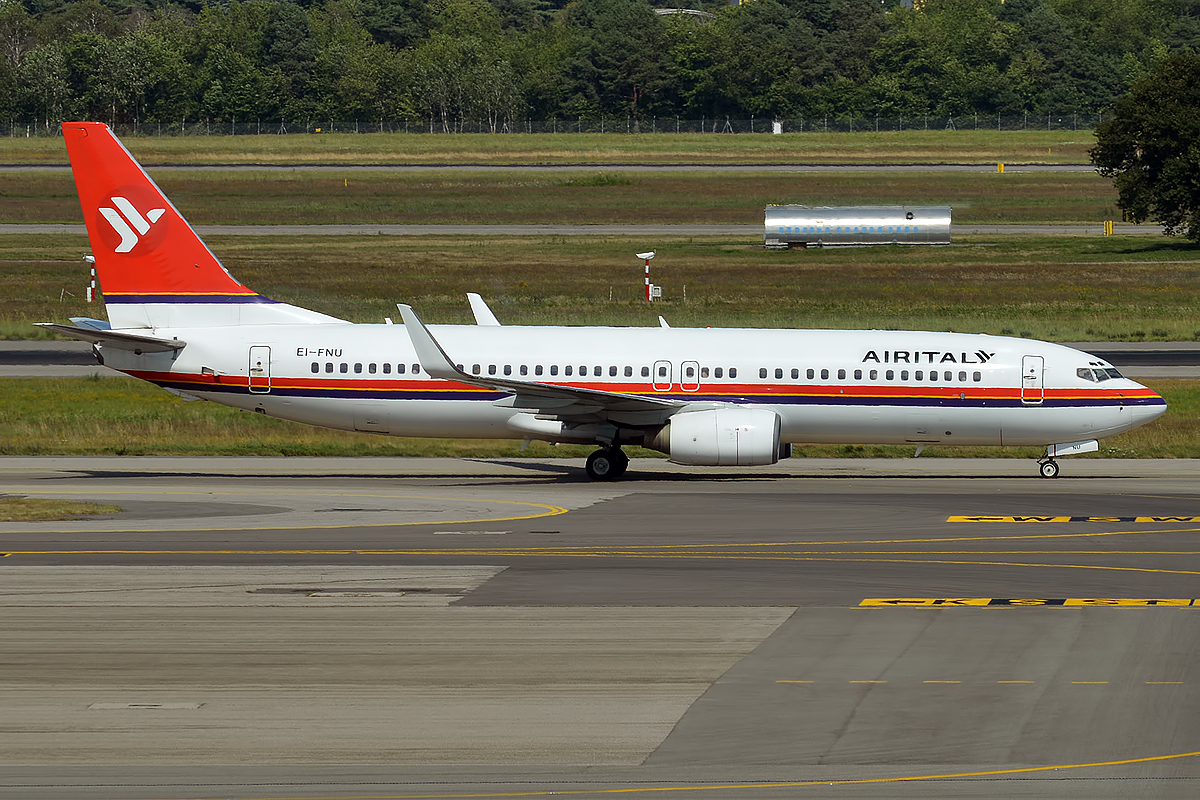
Un Boeing 737-800 d'Air Italy dans une livrée hybride héritée de Meridiana

La compagnie aérienne Alisarda a été fondée le 26 mars 1963 par Karim Aga Khan IV et avait pour objectif affiché la promotion du tourisme en Sardaigne. Les premières liaisons ont débuté en 1964, en utilisant des Beechcraft 18. Dès 1968, Alisarda transporte plus de 20 000 passagers. Le 3 mai 1991, année de ses premiers vols internationaux vers Barcelone, Paris, Londres et Francfort, la compagnie Alisarda est renommée Meridiana. 
En février 2010, Meridiana fusionne avec Eurofly, une compagnie spécialisée dans les vols charters et adopte alors le nom de Meridiana fly devenant, à cette occasion, le deuxième transporteur aérien d'Italie, derrière Alitalia. L’objectif principal reste la desserte de la Sardaigne mais aussi de la Sicile. En octobre 2011, Meridiana fly s'empare d'une autre compagnie charter, Air Italy. En avril 2013, Meridiana fly change une nouvelle fois de nom pour redevenir Meridiana, adoptant au passage une nouvelle livrée. Elle opère alors avec une flotte de 17 avions.
En 2016, Qatar Airways souhaite investir dans la compagnie italienne. En mars 2017, la Commission européenne lui donne son feu vert et le 2 septembre 2017, la compagnie qatarienne annonce l'acquisition de 49 % du capital de AQA Holding, société financière qui contrôle 100% de Meridiana S.p.A.. Dans un communiqué d'octobre 2017, le président de Qatar Airways exprime le souhait de « faire de Meridiana la première compagnie italienne ». Qatar Airways prévoit de céder des Boeing 737 MAX, en commande, à Meridiana, ainsi que des Airbus A330 et Boeing 787, pour remplacer les avions énergivores qui composent la flotte de la compagnie sarde. Le 7 novembre 2017, Meridiana S.p.A. annonce l'absorption de la compagnie Air Italy, fondée en 2005 et qu'elle contrôle depuis octobre 2011. À cette occasion, Marco Rigotti devient président de la société.
Le 14 décembre 2017, Meridiana confirme pour 2018 l'introduction de deux A330-200 et quelques 737 Max issus de la flotte de Qatar Airways, permettant ainsi l'extension du réseau domestique et inter-continental : sept lignes au départ de Milan-Malpensa, Rome Fiumicino (FCO), Lamezia-Terme (SUF), Naples (NAP), Palerme (PMO) et Catane (CTA) ; ainsi que Miami (MIA) et New-York (JFK). 
Le 19 février 2018, le conseil d'administration d'AQA Holding décide de renommer la compagnie AirItaly, reprenant ainsi le nom commercial de sa filiale Air Italy à partir du 1er mars 2018. Son actionnaire qatarien, Qatar Airways, affiche sa volonté de faire d'AirItaly « le vecteur national pour l'Italie »,.
Le premier vol d'Air Italy est effectué avec un Boeing 767-300ER pour relier l'aéroport de Milan-Malpensa et l'aéroport international Moi, au Kenya, en conservant le code IATA "IG" hérité de la compagnie Meridiana.
Le siège social de la nouvelle entité est confirmé à Olbia, en Sardaigne, tandis que son hub international est fixé à l'Aéroport de Milan Malpensa d'où partira notamment une nouvelle liaison vers Bangkok, en septembre 2018 qui s'ajoute à la desserte de New York et Miami. Ses dessertes internationales comprennent également Accra, Le Caire, Dakar, La Havane, Lagos, Mombasa, Moscou et Zanzibar. L'objectif est d'avoir, d'ici 2023, une flotte de 50 avions et un volume de 10 millions de passagers. La flotte devrait comprendre 20 nouveaux Boeing 737 MAX, d'ici trois ans, avec le premier livré en avril 2018.

## Lignes régulières
Air Italy opère des vols nationaux italiens et internationaux.
- Les liaisons intérieures italiennes à partir de l'aéroport de Milan-Malpensa étaient : Cagliari, Catane, Lamezia Terme, Naples, Olbia, Palerme et Rome-Fiumicino.
- Les liaisons intérieures italiennes à partir de l'aéroport d'Olbia-Costa Smeralda étaient : Bologne, Milan-Linate, Milan-Malpensa, Rome-Fiumicino et Vérone ;

- Les liaisons internationales ont toutes été opérés depuis l'aéroport de Milan-Malpensa à destination de : 
  - l'Afrique : Accra (Ghana), Dakar (Sénégal), Le Caire & Charm el-Cheikh (Égypte), Lagos (Nigeria), Mombasa (Kenya), Zanzibar (Tanzanie);
  - l'Amérique : La Havane (Cuba), Los Angeles, Miami, New York & San Francisco (États-Unis), Toronto (Canada);
  - l'Asie : Bangkok (Thaïlande), New Delhi & Mumbai (Inde),  Malé (Maldives);
  - l'Europe : Athènes (Grèce), Moscou (Russie), Tenerife (Espagne).

## Liquidation
Le 11 février 2020, Air Italy S.p.A. est mise en liquidation. L'assemblée des actionnaires (Aga Khan à 51 % et Qatar Airways à 49 %) a décidé de mettre l'avion au sol « en raison des difficultés persistantes et structurelles ».

## Partage des codes
En novembre 2019, Air Italy avait des accords de partage de codes de vols avec les compagnies aériennes suivantes :
- Aegean Airlines[10] (Star Alliance)
- Air Malta
- Air Moldova
- Alaska Airlines[11](OW)
- BlueAir
- Bulgaria Air[12]
- British Airways (OW)
- Iberia (Oneworld)
- EL AL[13]
- Finnair (OW)[13]
- Niki (OW)
- Royal Jordanian (OW)
- LATAM Airlines Brasil[14] (OW)
- Qatar Airways[15] (OW)
- S7 Airlines (OW)

## Flotte

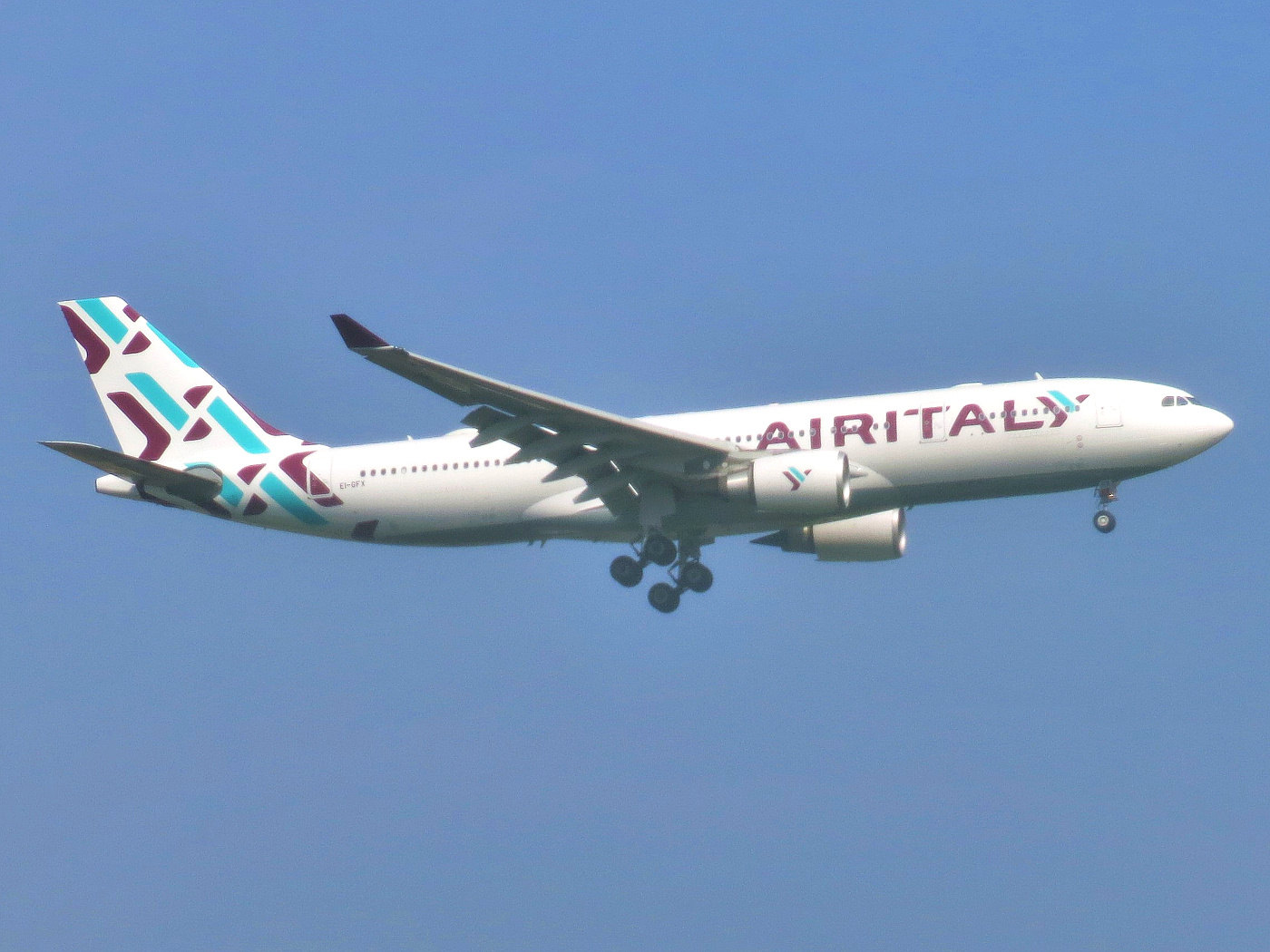
Un Airbus A330-200 d'Air Italy

Air Italy a hérité de 6 avions de Meridiana :
- 3 Boeing 767-300ER, remplacés en 2019 par des Airbus A330-200,
- 3 Boeing B737-800, remplacés en 2020 par des Boeing B737 MAX.

En mars 2018, les appareils suivants étaient en service au sein de la flotte d'Air Italy :
À noter qu'en mai 2019, suite aux deux accidents mortels impliquant les Boeing 737 MAX, Air Italy, possesseur de 3 exemplaires et 2 en cours de livraison, a envisagé alors de se tourner vers le mythique rival du Boeing 737, l'Airbus A320 en étudiant la possibilité d'annuler ses commandes de 787 et de 737 MAX car Air Italy a du organiser leur remplacement temporaire par la location d'avions équivalents auprès de compagnies aériennes européennes. Une annexe aux états financiers de 2018 faisait état de la décision de la compagnie de constituer sa future flotte court-courrier avec des Airbus. 